# Боброво (гмина)
Боброво (пол. Bobrowo) — сельская гмина (волость) в Польше, входит как административная единица в Бродницкий повет, Куявско-Поморское воеводство. Население — 6243 человека (на 2004 год).

## Сельские округа
1. Боброво
2. Брудзавы
3. Бучек
4. Буды
5. Хойно
6. Чеканово
7. Домбрувка
8. Дружыны
9. Грабувец
10. Гжибно
11. Кавки
12. Крушины
13. Крушины-Шляхецке
14. Малки
15. Нежывенд
16. Тылице
17. Вондзын
18. Вихулец
19. Вымокле
20. Згнилоблоты

## Соседние гмины
1. Гмина Бродница
2. Бродница
3. Гмина Дембова-Лонка
4. Гмина Голюб-Добжинь
5. Гмина Яблоново-Поморске
6. Гмина Ксёнжки
7. Гмина Вомпельск
8. Гмина Збично